# Apolodoro, o Epicurista
Apolodoro (em grego clássico: Απολλόδωρος; século II a.C.) foi um filósofo epicurista e chefe da escola epicurista em Atenas.
Estava em concordância com Diógenes Laércio, apelidado de Tirano do Jardim (em grego:  κηποτύραννος), no exercício de um tipo de tirania ou supremacia no jardim ou escola de Epicuro. Foi o professor de Zenão de Sidom, que foi bem sucedido como chefe da escola, cerca de 100 a.C. Diz-se ter escrito mais de 400 livros, mas todos eles foram destruídos.
Apenas dois trabalhos são mencionados pelo título. Um foi chamado Vida de Epicuro. Também escreveu uma Coleção de Doutrinas, na qual afirmava que Epicuro tinha escrito uma quantidade maior de escritos originais do que o estoico Crísipo de Solis, porque embora este tivesse escrito 700 livros, estes foram completados com citações de outros autores.